# فنجان‌زیان
فنجان‌زیان (Scyphozoa) که به آن‌های عروس‌های دریایی اصلی هم می‌گویند، نام رده‌ای از جانوران از شاخه گزنده‌تباران Cnidaria است.
بدن فنجانی‌شکل این ارگانیسم باعث این نام‌گذاری آن شده‌است. بدن فنجان‌زیان حالت قرینه چهاربخشی دارد و ماده‌ای ژله‌مانند در درون بدن این جانوران حکم ستون فقرات را برای آن‌ها بازی می‌کند. فرهنگستان زبان فارسی برای فنجان‌زیان برابر «جام‌زیوه‌ویسان» را پیشنهاد کرده است.
فنجان‌زیان رده‌ای از گزنده‌تباران دریازی هستند که مرحلهٔ کیسه‌وارگی در بالغ آن‌ها یا تحلیل رفته یا اصلاً وجود ندارد؛ چتروارهٔ آن‌ها زنگوله‌شکل و بدون پرده است؛ میان‌چسب mesogloea گستردگی بسیار دارد و حاشیهٔ چتر دارای هشت فرورفتگی است که اندام‌های حسی در آن‌ها قرار دارد.